# الأمانة العامة للتخطيط التنموي (قطر)
الأمانة العامة للتخطيط التنموي هي وكالة حكومية في دولة قطر، التي أنشئت من خلال القرار الأميري رقم (39) في عام 2006 والمعدلة بموجب القرار الأميري رقم (50) في عام 2009. تنسق الأمانة العامة للتخطيط التنموي الخطط والاستراتيجيات والسياسات لدعم رؤية قطر الوطنية 2030.
الأمانة العامة تتبع الشيخ تميم بن حمد آل ثاني ولي العهد لإمارة قطر. أصدر نائب الأمير وولي العهد أنذاك الشيخ تميم بن حمد آل ثاني في 7 يونيو 2011 القرار الأميري رقم 36 لسنة 2011 بتعيين الدكتور صالح محمد النابت أمينا عاما للأمانة العامة للتخطيط التنموي.
بناءً على قرار مجلس الوزراء رقم (11) لسنة 2009، تتولى الأمانة العامة للتخطيط التنموي الإشراف على اللجنة الدائمة للسكان وهي مستقلة في أعمالها الفنية عن الأمانة العامة. لدى اللجنة ميزانية ملحقة بميزانية الأمانة العامة للتخطيط التنموي.

## روابط خارجية
- http://www.gov.qa
- http://www.mofa.gov.qa
- https://web.archive.org/web/20090918113410/http://www.gsdp.gov.qa/
- http://www.gulf-times.com
- http://www.meed.com/supplements/qatar-implementing-national-vision/3000551.article